# 科羅澳擬蟾
科羅澳擬蟾（學名Pseudophryne corroboree）是澳洲南部高原特有的一種細小蛙。其外觀像澳大利亞原住民舞宴上參與者的化妝，故又名澳洲夜宴蛙。

## 分佈
科羅澳擬蟾只分佈在澳洲新南威爾士的南部及首都领地的亞山區中，面積約有400平方公里。

## 繁殖
科羅澳擬蟾4歲大才達至性成熟，當中1年為蝌蚪及2年的幼體。它們只有一次繁殖季節。它們約於12月就會在地上近池塘邊、潮濕草原等的地上繁殖，雄蟾會在草中及苔蘚中築巢。雄蟾透過發聲來取悅雌蟾。每一隻雄蟾都可以前後吸引達10隻雌蟾，並會挖更深的地方。當卵在4-6個月大時，若被水淹過，它們的卵會生成保護層。蝌蚪需要6-8個月的成長。變態是於12月至2月發生。 科羅澳擬蟾只在山區及亞山區的林地、石楠地及草原繁殖，不繁殖時則會走到附近的森林或林地等地方。

## 食性
科羅澳擬蟾喜歡吃甲蟲、蟎、蟻及昆蟲的幼蟲。蝌蚪則喜歡吃藻類及其他細小的有機物。

## 毒性
科羅澳擬蟾是第一種發現能自行製造有毒生物鹼的脊椎動物。這些生物鹼會從皮膚中分泌出來保護自體，也可以抵抗皮膚感染。

## 行為
科羅澳擬蟾在冬天時會在任何可以遮蔽的地方冬眠，包括雪桉、樹皮或掉下的葉子。雄蟾會留在巢中與多隻雌蟾交配。

## 保育狀況
在過往30年間，科羅澳擬蟾的數量大幅下降。於1970年代，它們的數量也算是大量；但到了2004年，其數量只餘下64隻成年蟾。在過去10年它們的數量就下降達80%之多。它們只分佈在新南威爾士大雪山可西歐斯可國家公園內10平方公里的地方，只會在海拔1300米以上的地方出沒。 它們是澳洲最為瀕危的物種之一。
棲息地破壞及退化、野生動物的出現、東南澳洲乾旱循環的延長、與及加強了的紫外線照射等，都令科羅澳擬蟾的數量大幅減少。另外，壺菌病也影響著它們。為了保護它們，現正有採集它們的卵及培育蝌蚪。現亦正就圈養它們作出研究。

## 外部連結
- Tidbinbilla Nature Reserve （页面存档备份，存于）
- Project Corroboree （页面存档备份，存于）
- Frog Watch field guide （页面存档备份，存于）